# ان‌جی‌سی ۳۰۳
ان‌جی‌سی ۳۰۳ (انگلیسی: NGC 303) یک کهکشان عدسی شکل در صورت فلکی نهنگ است. این کهکشان در سال ۱۸۸۶ میلادی توسط فرانسیس لیونورث کشف شد.